# Ерік Девіс
Ерік Девіс (ісп. Eric Davis, нар. 31 березня 1991, Колон) — панамський футболіст, захисник клубу «ДАК 1904» та національної збірної Панами.

## Клубна кар'єра
Девіс почав кар'єру в клубі «Арабо Унідо». У 2008 році він дебютував за основний склад в чемпіонаті Панами. У 2010 році Ерік став чемпіоном країни. Всього взяв участь у 44 матчах чемпіонату за клуб. Більшість часу, проведеного у складі «Арабе Унідо», був основним гравцем захисту команди.
Своєю грою за цю команду привернув увагу представників тренерського штабу уругвайського «Фенікса», до складу якого приєднався 2011 року. 12 травня 2012 року у матчі проти «Серріто» він дебютував у уругвайській Прімеріі. Проте основним гравцем Ерік стати не зумів, через що у 2013 році для отримання ігрової практики повернувся в «Арабе Унідо» на правах оренди.
Влітку того ж року він перейшов в «Спортінг» (Сан-Мігеліто). 21 липня в матчі проти «Чоррільйо» Ерік дебютував за новий клуб. 5 вересня в поєдинку проти «Пласа Амадор» Девіс забив свій перший гол на вищому рівні.
Влітку 2015 року уклав контракт зі словацьким клубом «ДАК 1904». Відтоді встиг відіграти за команду з міста Дунайска-Стреда 30 матчів в національному чемпіонаті.

## Виступи за збірну
Девіс був гравцем молодіжної збірної Панами (U-20), з якою брав участь в молодіжному чемпіонаті КОНКАКАФ 2011 року. На турнірі він зіграв у матчах проти команд Суринаму, Гондурасу, Мексики та Гватемали. Четверте місце на турнірі дозволило збірній кваліфікуватися на молодіжний чемпіонат світу (U-20) в Колумбії того ж року, де зіграв в поєдинках проти Австрії, Єгипту та Бразилії, але його збірна не вийшла з групи.
11 серпня 2010 року дебютував в офіційних матчах у складі національної збірної Панами у товариській грі проти збірної Венесуели. 
У 2011 році Девіс завоював бронзові медалі розіграшу Золотого кубка КОНКАКАФ. На турнірі він взяв участь у поєдинку проти збірної Канади.
У 2015 році Ерік вдруге став бронзовим призером Золотого кубка КОНКАКАФ. На турнірі він зіграв у матчах проти збірних Тринідаду і Тобаго, Мексики і двічі США.
Ще через два роки складі збірної знову був учасником розіграшу Золотого кубка КОНКАКАФ 2017 року у США, де зіграв лише в одному матчі проти Нікарагуа (2:1), а збірна вилетіла в чвертьфіналі.
Наразі провів у формі головної команди країни 34 матчі.

## Титули і досягнення
- Бронзовий призер Золотого кубка КОНКАКАФ: 2015